# Speonomus orgibetensis
Speonomus orgibetensis es una especie de escarabajo del género Speonomus, familia Leiodidae. Fue descrita por Gers en 1989. Se encuentra en Francia.